# Arthur Cronquist
Arthur John Cronquist, född 19 mars 1919 i San Jose, Kalifornien, död 22 mars 1992 i Provo, Utah, var en amerikansk biolog, botaniker och specialist på korgblommiga växter (Compositae). 
Han betraktas som en av de mest inflytelserika botanikerna under 1900-talet, främst på grund av utvecklingen av Cronquistsystemet, samt hans roll som huvudsaklig medförfattare till Flora of the Pacific Northwest, fortfarande den mest aktuella floran för de tre nordvästra delstaterna i USA. Två växtsläkten inom astersläktet har fått sitt namn till hans ära. Dessa är Cronquistia, en möjlig synonym för Carphochaete, och Cronquistianthus, som ibland inkluderas som grupp inom Eupatorium.
Auktorsnamnet Cronquist kan användas för Arthur Cronquist i samband med ett vetenskapligt namn inom botaniken; se Wikipediaartiklar som länkar till auktorsnamnet.